# Serie A 2004-2005 (pallacanestro maschile)
La Serie A 2004-2005 è stata l'ottantatreesima edizione del massimo campionato italiano di pallacanestro maschile.
Vi partecipano 18 squadre che si incontrano in un girone all'italiana con partite di andata e ritorno. La vittoria vale 2 punti, la sconfitta 0. Accedono ai play-off le prime 8 classificate della stagione regolare. Tutti i turni (quarti, semifinali, finali) si giocano al meglio delle 5 partite. Le ultime 2 classificate retrocedono in Legadue.
In estate le due leghe professionistiche italiane (Lega Basket e Legadue) decidono di accettare 3 tesserati extracomunitari a referto per squadra (5 tesseramenti possibili). Per quanto riguarda i tesseramenti italiani, è imposto un minimo di 5 giocatori a referto.

## Stagione
A sostituire le retrocesse Pallacanestro Trieste e Pallacanestro Messina, salgono nella massima serie la Pallacanestro Reggiana, al suo ritorno dopo tre stagioni in Legadue, e l'Aurora Basket Jesi esordiente nella massima serie.

## Squadre partecipanti
| Squadra             | Stagione | Città           | Palazzetto                    | Stagione precedente                      |
| ------------------- | -------- | --------------- | ----------------------------- | ---------------------------------------- |
| Scandone Avellino   | dettagli | Avellino        | PalaDelMauro                  | 16º posto in Serie A                     |
| Pall. Biella        | dettagli | Biella          | PalaPajetta                   | 11º posto in Serie A                     |
| Fortitudo Bologna   | dettagli | Bologna         | PalaDozza                     | 2º posto in Serie A                      |
| Pall. Cantù         | dettagli | Cantù           | Palasport Pianella (Cucciago) | 6º posto in Serie A                      |
| Aurora Jesi         | dettagli | Jesi            | PalaTriccoli                  | 3º posto in Legadue, promossa ai playoff |
| Basket Livorno      | dettagli | Livorno         | PalaMacchia                   | 15º posto in Serie A                     |
| Olimpia Milano      | dettagli | Milano          | PalaLido                      | 10º posto in Serie A                     |
| Basket Napoli       | dettagli | Napoli          | PalaBarbuto                   | 5º posto in Serie A                      |
| V.L. Pesaro         | dettagli | Pesaro          | Vitrifrigo Arena              | 4º posto in Serie A                      |
| Viola R. Calabria   | dettagli | Reggio Calabria | PalaCalafiore                 | 9º posto in Serie A                      |
| Pall. Reggiana      | dettagli | Reggio Emilia   | PalaBigi                      | 1º posto in Legadue                      |
| Virtus Roma         | dettagli | Roma            | Palazzo dello Sport           | 7º posto in Serie A                      |
| Pall. Roseto        | dettagli | Roseto          | PalaMaggetti                  | 13º posto in Serie A                     |
| Mens Sana Siena     | dettagli | Siena           | PalaEstra                     | 1º posto in Serie A, Campione            |
| Teramo Basket       | dettagli | Teramo          | PalaScapriano                 | 14º posto in Serie A                     |
| Pall. Treviso       | dettagli | Treviso         | PalaVerde                     | 3º posto in Serie A                      |
| Amici Pall. Udinese | dettagli | Udine           | PalaCarnera                   | 12º posto in Serie A                     |
| Pall. Varese        | dettagli | Varese          | Palasport Lino Oldrini        | 8º posto in Serie A                      |

### Allenatori e primatisti
| Squadra         | Allenatore                                    | Capitano           | Cestista più presente                                      | Miglior marcatore       |
| --------------- | --------------------------------------------- | ------------------ | ---------------------------------------------------------- | ----------------------- |
| Avellino        | Zare Markovski                                | Larry Middleton    | quattro giocatori (34)                                     | Damon Williams (533)    |
| Biella          | Alessandro Ramagli                            |                    | Walter Santarossa Alex Bougaieff Marco Cusin (34)          | Mario Austin (534)      |
| Fortitudo Bo    | Jasmin Repeša                                 | Gianluca Basile    | Miloš Vujanić Gianluca Basile Erazem Lorbek (34)           | Miloš Vujanić (470)     |
| Cantù           | Stefano Sacripanti                            | Dan Gay            | cinque giocatori (34)                                      | Rimantas Kaukėnas (510) |
| Jesi            | Luigi Gresta (1ª-16ª) Slobodan Subotić (17ª-) | Alberto Rossini    | cinque giocatori (34)                                      | Raymond Tutt (568)      |
| Livorno         | Walter De Raffaele                            | ...                | Preston Shumpert Antonio Porta Pernigotti Thierry Zig (34) | Drew Nicholas (753)     |
| Milano          | Lino Lardo                                    | Claudio Coldebella | quattro giocatori (34)                                     | Dante Calabria (442)    |
| Napoli          | Andrea Mazzon Attilio Caja Maurizio Bartocci  | ...                | Michael Andersen Richard Mason Rocca (34)                  | Mike Penberthy (596)    |
| Pesaro          | Phil Melillo (1ª-13ª) Marco Crespi (14ª-)     | ...                | Hanno Möttölä Matteo Malaventura Tomas Ress (34)           | Charles Smith (626)     |
| Reggio Calabria | Alessandro Giuliani Tonino Zorzi              | ...                | Nicolas Mazzarino Casey Shaw (34)                          | Nicolas Mazzarino (489) |
| Reggiana        | Fabrizio Frates                               | ...                | Ken Lacey (34)                                             | Kiwane Garris (500)     |
| Virtus Roma     | Piero Bucchi Guido Saibene Svetislav Pešić    | Alessandro Tonolli | Alex Righetti Alessandro Tonolli (34)                      | Tyus Edney (343)        |
| Roseto          | Neven Spahija                                 | ...                | Patrick Mutombo (33)                                       | Duane Woodward (481)    |
| Siena           | Carlo Recalcati                               | Roberto Chiacig    | Vrbica Stefanov Giacomo Galanda (33)                       | Bootsy Thornton (445)   |
| Teramo          | Cesare Pancotto                               |                    | cinque giocatori (34)                                      | Jamel Thomas (688)      |
| Treviso         | Ettore Messina                                | Denis Marconato    | Denis Marconato Matteo Soragna (34)                        | Marcus Goree (454)      |
| Udine           | Teoman Alibegović                             | ...                | quattro giocatori (34)                                     | Eddie Shannon (449)     |
| Varese          | Giulio Cadeo Gianni Molina Rubén Magnano      | Andrea Meneghin    | Alain Digbeu Alessandro De Pol (34)                        | Norman Nolan (623)      |

## Stagione regolare

### Classifica
|  | Pos. | Squadra                       | PT | G  | V  | P  | PF   | PS   | Dif  | SD        |
|  | ---- | ----------------------------- | -- | -- | -- | -- | ---- | ---- | ---- | --------- |
|  | 1.   | Benetton Treviso              | 56 | 34 | 28 | 6  | 2836 | 2457 | +379 |           |
|  | 2.   | Climamio Bologna              | 50 | 34 | 25 | 9  | 2897 | 2619 | +278 | +7        |
|  | 3.   | Montepaschi Siena             | 50 | 34 | 25 | 9  | 2875 | 2593 | +282 | -7        |
|  | 4.   | Armani Jeans Milano           | 48 | 34 | 24 | 10 | 2680 | 2486 | +194 |           |
|  | 5.   | Vertical Vision Cantù         | 44 | 34 | 22 | 12 | 2911 | 2745 | +166 |           |
|  | 6.   | Lottomatica Roma              | 36 | 34 | 18 | 16 | 2761 | 2728 | +33  |           |
|  | 7.   | Sedima Roseto                 | 32 | 34 | 16 | 18 | 2885 | 2943 | -152 | +4        |
|  | 8.   | Pompea Napoli                 | 32 | 34 | 16 | 18 | 2730 | 2645 | -58  | -4        |
|  | 9.   | Scavolini Pesaro              | 30 | 34 | 15 | 19 | 2709 | 2753 | -44  | 0         |
|  | 10.  | Navigo.it Teramo              | 30 | 34 | 15 | 19 | 2758 | 2805 | -47  | 0         |
|  | 11.  | Villaggio Solidago Livorno    | 28 | 34 | 14 | 20 | 2815 | 2893 | -78  | +2        |
|  | 12.  | Air Avellino                  | 28 | 34 | 14 | 20 | 2737 | 2995 | -258 | -2        |
|  | 13.  | Bipop Carire Reggio Emilia    | 26 | 34 | 13 | 21 | 2657 | 2576 | +81  | 2-2 (+46) |
|  | 14.  | Casti Group Varese            | 26 | 34 | 13 | 21 | 2736 | 2891 | -155 | 2-2 (-17) |
|  | 15.  | Snaidero Udine                | 26 | 34 | 13 | 21 | 2675 | 2834 | -159 | 2-2 (-29) |
|  | 16.  | Angelico Biella               | 24 | 34 | 12 | 22 | 2747 | 2831 | -84  | +8        |
|  | 17.  | Eurofiditalia Reggio Calabria | 24 | 34 | 12 | 22 | 2720 | 2950 | -230 | -8        |
|  | 18.  | Sicc Jesi                     | 22 | 34 | 11 | 23 | 2751 | 2899 | -148 |           |

      Ammesse ai playoff scudetto.
      Retrocesse in Legadue
  Vincitrice del campionato italiano
  Vincitrice della Supercoppa italiana 2003
  Vincitrice della Coppa Italia 2004
In caso di parità tra due squadre si considera la differenza canestri degli scontri diretti, in caso di scarto nullo si considera il coefficiente canestri (PF/PS). In caso di parità fra tre o più squadre si procede al calcolo della classifica avulsa, prendendo in considerazione come primo elemento il totale degli scontri diretti tra le squadre interne alla classifica avulsa, in caso di parità interna tra due squadre si prosegue con le regole per la parità tra due squadre.
Note:
Pesaro al termine della stagione viene esclusa a partecipare al prossimo campionato per fallimento societario.
 Reggio Calabria ottiene il ripescaggio in Serie A per l'esclusione di Pesaro.

## Play-off
|  | Quarti di finale | Quarti di finale  | Quarti di finale  | Quarti di finale  | Quarti di finale | Quarti di finale | Quarti di finale |  |  | Semifinali        | Semifinali        | Semifinali        | Semifinali        | Semifinali        | Semifinali | Semifinali |    |    | Finale         | Finale         | Finale         | Finale | Finale | Finale | Finale |  |
|  |                  |                   |                   |                   |                  |                  |                  |  |  |                   |                   |                   |                   |                   |            |            |    |    |                |                |                |        |        |        |        |  |
|  | 1                | Pall. Treviso     | Pall. Treviso     | Pall. Treviso     | 94               | 86               | 86               |  |  |                   |                   |                   |                   |                   |            |            |    |    |                |                |                |        |        |        |        |  |
|  | 8                | Basket Napoli     | Basket Napoli     | Basket Napoli     | 75               | 75               | 73               |  |  | Pall. Treviso     | Pall. Treviso     | 82                | 48                | 80                | 58         | 57         |    |    |                |                |                |        |        |        |        |  |
|  | 4                | Olimpia Milano    | Olimpia Milano    | Olimpia Milano    | 83               | 92               | 94               |  |  | Olimpia Milano    | Olimpia Milano    | 60                | 59                | 61                | 69         | 61         |    |    |                |                |                |        |        |        |        |  |
|  | 5                | Pall. Cantù       | Pall. Cantù       | Pall. Cantù       | 77               | 83               | 83               |  |  |                   |                   |                   |                   |                   |            |            |    |    | Olimpia Milano | Olimpia Milano | Olimpia Milano | 70     | 73     | 71     | 65     |  |
|  | 3                | Mens Sana Siena   | Mens Sana Siena   | 86                | 78               | 85               | 78               |  |  |                   |                   | Fortitudo Bologna | Fortitudo Bologna | Fortitudo Bologna | 77         | 66         | 80 | 67 |                |                |                |        |        |        |        |  |
|  | 6                | Virtus Roma       | Virtus Roma       | 88                | 82               | 79               | 87               |  |  | Virtus Roma       | Virtus Roma       | Virtus Roma       | 64                | 76                | 61         | 62         |    |    |                |                |                |        |        |        |        |  |
|  | 2                | Fortitudo Bologna | Fortitudo Bologna | Fortitudo Bologna | 95               | 77               | 73               |  |  | Fortitudo Bologna | Fortitudo Bologna | Fortitudo Bologna | 78                | 65                | 80         | 63         |    |    |                |                |                |        |        |        |        |  |
|  | 7                | Pall. Roseto      | Pall. Roseto      | Pall. Roseto      | 84               | 72               | 70               |  |  |                   |                   |                   |                   |                   |            |            |    |    |                |                |                |        |        |        |        |  |

## Verdetti

### Squadra campione
- Campione d'Italia:  Climamio Fortitudo Bologna (2º titolo)

| Logo                      | Giocatori | Presenze (playoff) | Punti (playoff) |
| ------------------------- | --------- | ------------------ | --------------- |
| Climamio Bologna          |           |                    |                 |
| Miloš Vujanić             | 34 (+3)   | 470 (+58)          |                 |
| Gianluca Basile           | 34 (+11)  | 388 (+128)         |                 |
| Erazem Lorbek             | 34 (+11)  | 266 (+57)          |                 |
| Rubén Douglas             | 33 (+11)  | 428 (+145)         |                 |
| Marco Belinelli           | 33 (+11)  | 204 (+89)          |                 |
| Stefano Mancinelli        | 32 (+11)  | 246 (+75)          |                 |
| Matjaž Smodiš             | 28 (+11)  | 343 (+124)         |                 |
| Martin Rančík             | 28 (+11)  | 267 (+68)          |                 |
| Dalibor Bagarić           | 27 (+11)  | 129 (+55)          |                 |
| Rodolfo Rombaldoni        | 10 (+8)   | 28 (+14)           |                 |
| Riccardo Cortese          | 8 (+0)    | 10 (+0)            |                 |
| Alessandro Piazza         | 5 (+3)    | 4 (+2)             |                 |
| Simone Cotani             | 3 (+7)    | 0 (+6)             |                 |
| Alberto Chiumenti         | 1 (+0)    | 0 (+0)             |                 |
| Allenatore: Jasmin Repeša |           |                    |                 |

### Altri verdetti
- Retrocessioni in Legadue: Aurora Jesi, Viola Reggio Calabria
- Coppa Italia: Pallacanestro Treviso
- Supercoppa italiana: Mens Sana Basketball Siena

## Statistiche stagione regolare
Aggiornate all'21 marzo 2025

### Statistiche individuali

#### Classifica primi trenta marcatori
|     | Giocatore          | Squadra             | Partite | Punti | PPG  |
| --- | ------------------ | ------------------- | ------- | ----- | ---- |
| 1.  | Drew Nicholas      | Basket Livorno      | 33      | 753   | 22.8 |
| 2.  | Jamel Thomas       | Teramo Basket       | 34      | 688   | 20.2 |
| 3.  | Charles Smith      | Amici Pall. Udinese | 32      | 626   | 19.6 |
| 4.  | Mike Penberthy     | Basket Napoli       | 31      | 596   | 19.2 |
| 5.  | Norman Nolan       | Pall. Varese        | 33      | 623   | 18.9 |
| 6.  | Mahmoud Abdul Rauf | Pall. Roseto        | 21      | 393   | 18.7 |
| 7.  | Preston Shumpert   | Basket Livorno      | 34      | 616   | 18.1 |
| 8.  | Duane Woodward     | Pall. Roseto        | 28      | 481   | 17.2 |
| 9.  | Raymond Tutt       | Aurora Jesi         | 28      | 481   | 16.7 |
| 10. | Mario Austin       | Pall. Biella        | 32      | 534   | 16.7 |
| 11. | Kiwane Garris      | Pall. Reggiana      | 31      | 500   | 16.1 |
| 12. | Rimantas Kaukenas  | Pall. Cantù         | 32      | 510   | 15.9 |
| 13. | Tyson Wheeler      | Teramo Basket       | 34      | 541   | 15.9 |
| 14. | Marlon Garnett     | Pall. Treviso       | 27      | 427   | 15.8 |
| 15. | Damon Williams     | Scandone Avellino   | 34      | 533   | 15.7 |

|     | Giocatore          | Squadra           | Partite | Punti | PPG  |
| --- | ------------------ | ----------------- | ------- | ----- | ---- |
| 16. | Mario Boni         | Aurora Jesi       | 20      | 312   | 15.6 |
| 17. | Scoonie Penn       | V.L. Pesaro       | 19      | 286   | 15.1 |
| 18. | Ramunas Siskauskas | Pall. Treviso     | 28      | 411   | 14.7 |
| 19. | Jeff Trepagnier    | Basket Napoli     | 26      | 376   | 14.5 |
| 20. | Nicolas Mazzarino  | Viola R. Calabria | 34      | 489   | 14.4 |
| 21. | Alain Digbeu       | Pall. Varese      | 34      | 489   | 14.4 |
| 22. | Sani Becirovic     | Pall. Varese      | 29      | 412   | 14.2 |
| 23. | Marcus Goree       | Pall. Treviso     | 32      | 454   | 14.2 |
| 24. | Jerome Allen       | Basket Napoli     | 28      | 395   | 14.1 |
| 25. | Bootsy Thornton    | Mens Sana Siena   | 32      | 445   | 13.9 |
| 26. | Milos Vujanic      | Fortitudo Bologna | 34      | 470   | 13.8 |
| 27. | James Larranaga    | Viola R. Calabria | 27      | 371   | 13.7 |
| 28. | Casey Shaw         | Viola R. Calabria | 34      | 465   | 13.7 |
| 29. | Lavell Blanchard   | Viola R. Calabria | 29      | 396   | 13.7 |
| 30. | Nate Green         | Scandone Avellino | 34      | 457   | 13.4 |